# 德拉甘·什克尔比奇
德拉甘·什克尔比奇（1968年9月29日—），塞尔维亚男子手球运动员。他曾代表南联盟参加2000年夏季奥林匹克运动会手球比赛，结果获得第四名。